# Beamtenreliktenanstalt
Die Beamtenreliktenanstalt im Münchener Stadtteil Bogenhausen war ein dem Maximilianstil zugerechneter, in den Jahren 1863 bis 1865 am östlichen Isarhochufer errichteter eklektizistischer Bau, der im Zweiten Weltkrieg zerstört und dessen Ruine anschließend abgetragen wurde. An ihrer Stelle in der Maria-Theresia-Straße 35 steht heute ein 1956 von Paul Schmitthenner errichteter Schulhausbau.

## Geschichte
An der Stelle der Anstalt bestand seit 1827 im früheren, 1862 abgebrochenen Hompesch-Schlössl die Ausflugsgaststätte Neuberghausen, die mit der zugehörigen Gartenanlage zwischen 1857 und 1862 für den Privatfideikommiss von König Maximilian II. erworben wurde. Hier wurde in der Folgezeit nach Abbruch des Hompesch-Schlössls die zunächst 1851 als Marienstift gegründete Königliche Versorgungsanstalt für Beamtentöchter, die später auch Maximiliansstift genannte Beamtenreliktenanstalt, errichtet. Die entsprechende Nutzung wurde zunächst dadurch verhindert, dass das Gebäude nach den Kriegen 1866/67 und 1870/71 als Militärspital in Anspruch genommen wurde. Für den Garten der Beamtenreliktenanstalt hatte Maximilian II. die Errichtung seines Grabmals vorgesehen, die aber nicht verwirklicht wurde. Die Anstalt wurde ab 1871 bestimmungsgemäß genutzt. Nach der Eingemeindung Bogenhausens nach München wurde ein Teil des Parks abgetrennt und erhielt eine Überbauung mit Villen.
Im Zweiten Weltkrieg erlitt das Gebäude bei einem Luftangriff 1943 schwere Schäden, und in der Nacht vom 24. zum 25. April 1944 brannte es bei einem weiteren Luftangriff aus. Die Ruine wurde schon 1945 abgebrochen. Planungen für ein Altersheim kamen nicht zur Verwirklichung.

## Bau und Anlage
Der im Volksmund auch als „Drachenburg“ bezeichnete repräsentative Bau am Ende der Maximiliansanlagen war ein im Mittelteil dreigeschossiger quer gelagerter Riegel zu 21 Fensterachsen mit einem zusätzlichen Mezzaningeschoss als Zwischengeschoss. Er wurde von dem Architekten Eduard von Riedel, dem Erbauer des Nationalmuseums (heute Museum Fünf Kontinente) in der Maximilianstraße, projektiert.